# 小行星1067
小行星1067（1067 Lunaria）是一颗围绕太阳公转的小行星。1926年9月9日，卡爾·威廉·萊茵姆特在海德堡发现了此天体。
該小行星以銀扇草命名。
这颗小行星的绝对星等为10.89等。